# Hôtel St. James
Pour les articles homonymes, voir Saint James.
L'hôtel St. James (en anglais : St. James Hotel) est un hôtel américain situé à Red Wing, dans le Minnesota. Ouvert en 1875, il est inscrit au Registre national des lieux historiques depuis le 15 septembre 1977 et est membre des Historic Hotels of America depuis 1994.